# Бэкш, Дэйв
Дэвид Низам Бакш (англ. David Nizam Baksh; 26 июля 1980, Торонто, Онтарио), известный также под сценическим псевдонимом Дэйв Браунсаунд (Dave Brownsound) — ведущий гитарист и вокалист хеви-метал/регги группы The Brown Brigade, гитарист/бэк-вокалист экспериментальной соул-рок-группы Organ Thieves, гитарист канадской панк-группы Sum 41.

## Биография
Дэвид Бакш родился 26 июля 1980 года в Торонто (Онтарио) в семье индийского происхождения.
Первая песня, которую Бакш исполнил, была «Caught in a Mosh» группы Anthrax. Больше всего на музыкальный стиль Бэкша повлияли такие группы как Anthrax, Megadeth и Metallica.
В средней школе Бакш встретил своих будущих партнёров по группе Sum 41 Дерика Уибли и Стива Джоза.

### Sum 41 (1996—2006)
Дэйв Бакш присоединился к группе Sum 41 третьим по счёту, после того как Дерик Уибли и Стив Джоз основали группу в 1996 году. Он стал ведущим гитаристом в группе и был на бэк-вокале. Бакш играл на гитарах фирмы Paul Reed Smith McCarty Double Cut Solid body, Paul Reed Smith Single Cuts и Gibson Les Pauls, Gibson X-Plorers studio, используя струны Dean Markley. Бакш говорил что его любимые песни в группе это «Mr. Amsterdam», «Machine Gun», «Pain For Pleasure» и «The Bitter End». В группе у него появился псевдоним «Brownsound». 11 мая 2006 года Дэйв Бакш объявил о своём уходе из группы Sum 41, чтобы начать работу над своей новой группой Brown Brigade. Уход Бакша произошёл из-за двух главных вещей: во-первых, ему надоело играть панк, он хотел играть настоящий классический метал. В своей группе Brown Brigade он ведущий солист и гитарист. Во-вторых, Бакш хотел заниматься именно тем делом которое он любит — музыкой. Как он сказал, в Sum 41 все стало по другому, не так как раньше. Теперь все похоже на гонку за популярностью. Различного рода ТВ шоу, прочая коммерция и другая ерунда не давали ему чувствовать себя «в своей тарелке», заниматься тем, чем он действительно хочет.

### The Brown Brigade (2006—2008)
11 мая 2006 года Бэкш сообщил что покидает группу Sum 41. После альбома Chuck Бакш решил, что больше не будет задерживаться в Sum 41, а сосредоточится на создании своей группы Brown Brigade, которую он основал вместе со своим кузеном Воном, играющем на бас-гитаре.
Дебютный альбом Brown Brigade Into the Mouth of Badd(d)ness был выпущен 18 сентября 2007 в Канаде и Японии стал более-менее успешным. Хотя в США он не выходил и не принес группе славы за пределами этих стран.
Бэкш заявил что сейчас группа работает над новыми песнями которые будут бесплатно доступны на сайте группы. Новые песни в отличие от прежних будут в разных жанрах, например: панк, фанк, регги, а не метал как это было в первом альбоме. На данный момент дальнейшее существование группы под вопросом.
27 марта 2008 года в Торонто Бакш вышел на сцену вместе с Sum 41 и исполнил песню «Pain For Pleasure».

### The Organ Thieves (2008—2015)
В середине 2008 года Бакш присоединился к новой группе The Organ Thieves в качестве гитариста и бэк-вокалиста. Жанр группы сами участники называли Lyrical/Experimental/Live Electronics/Soul Rock. В апреле 2012 года вышел их первый полноформатный альбом Somewhere Between Free Men and Slaves.

### Возвращение в Sum 41
23 июля 2015 года на церемонии награждения Alternative Press Music Awards Бакш вышел на сцену вместе с Sum 41 в качестве приглашённого музыканта и отыграл с ними несколько песен. В августе того же года было объявлено, что Дэвид Бакш официально вернулся в состав Sum 41.